# Balthasar von Simunich

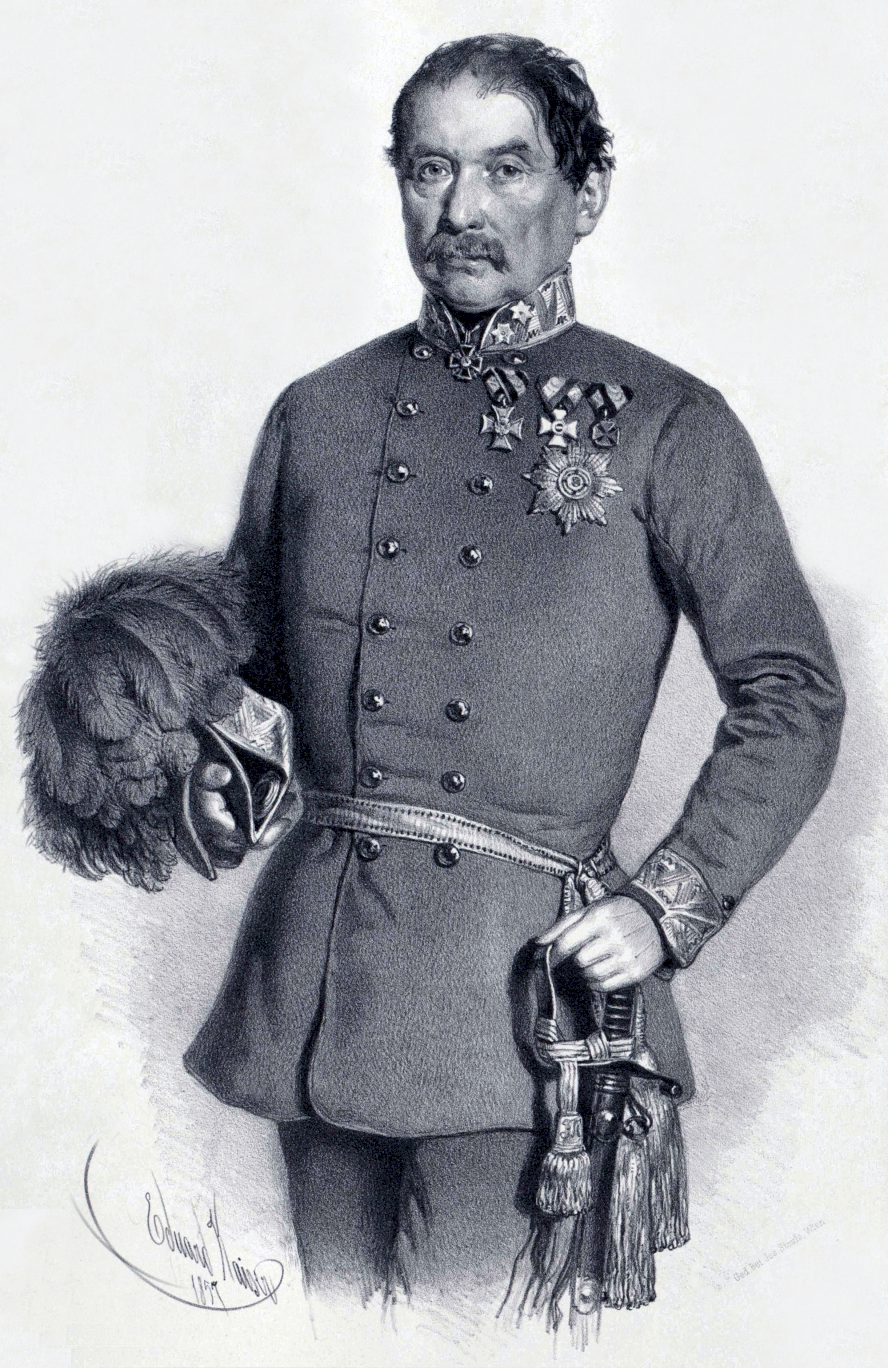
Balthasar von Simunich 1857

Balthasar Freiherr von Simunich (kroatisch: Baltazar Šimunić; * 25. April 1785 in Novigrad Podravski, Komitat Bjelovar-Križevci, Königreich Kroatien und Slawonien; † 8. Juli 1861 in Weinhaus) war ein k. k. Feldmarschallleutnant und Theresienritter.

## Herkunft und Familie
Balthasar entstammte einem alten kroatischen Adelsgeschlecht. Er war der Sohn eines k. k. Offiziers.
Der General vermählte sich am 16. Februar 1813 mit Franziska Edlen von Mitis (* 6. Oktober 1792; † 21. August 1874). Dieser Ehe entsprossen vier Kinder, zwei Söhne und zwei Töchter. Von den Söhnen war der eine Oberleutnant bei den Bayerndragoner und starb als solcher 1835 an der Cholera. Auch der zweite, Eugen, wurde österreichischer Offizier und fiel 1849. Von den beiden Töchtern des Generals war Franziska Xaveria (* 26. November 1813) seit dem 5. Mai 1851 mit dem k. k. Kämmerer und Finanzrat Nikolaus Freiherrn von Tinti (* 13. Februar 1813; † 13. März 1869 in Wien) und Sophie (* 9. Mai 1821) seit dem 3. Mai 1842 mit Anton Freiherrn von Lanfrey verheiratet.
Einziger männlicher Nachfolger der Familie war sein Neffe Karl (* 23. Oktober 1834 in Czernowitz), k. u. k. Major im Infanterie-Regimente Erzherzog Karl Salvator Nr. 77, Sohn des Matthäus († 1846), Oberst und Kommandant des 2. Banal-Grenz-Regimentes. Auf Karl wurde der Freiherrenstand seines Onkels mit kaiserlichem Diplom, dd. Wien am 21. Oktober 1858, übertragen.

## Biographie

### Jahre der Entwicklung

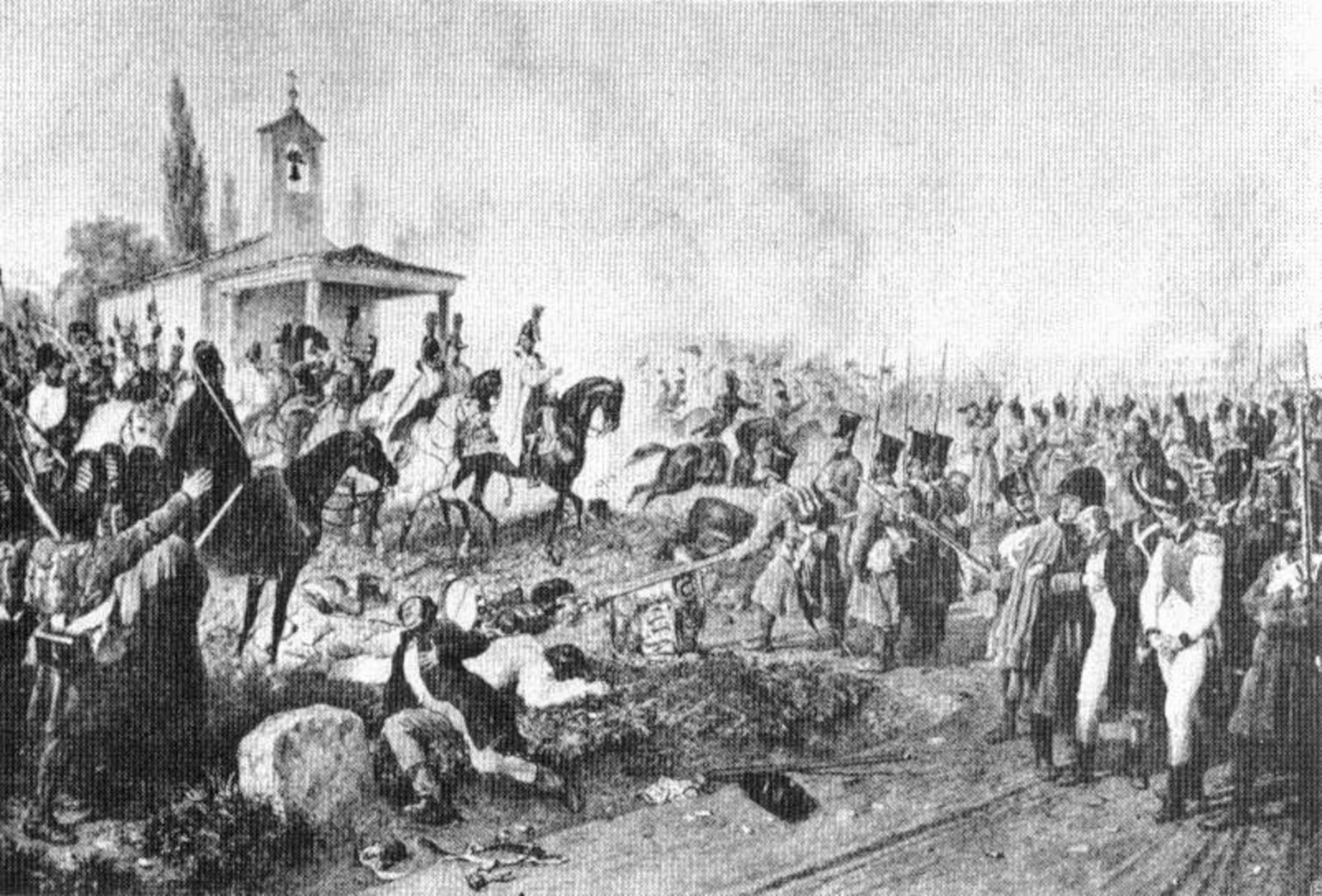
Schlacht bei Caldiero 1806

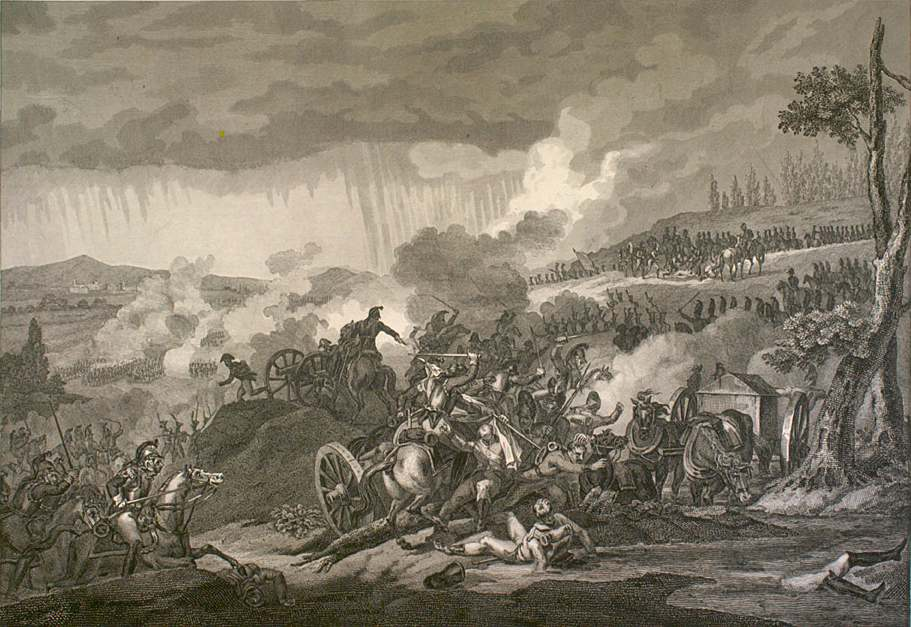
Schlacht bei Dresden 1813

Simunich wurde am 16. Dezember 1800 beim Warasdiner St. Georger Grenzinfanterieregiment Nr. 6 als Kadett assentiert und, über seine Bitte, im August 1801 zum Regiment Vukassovich Nr. 48 transferiert, in dem er am 1. Oktober 1805 wegen vorzüglicher Brauchbarkeit und Verwendung zum Leutnant befördert wurde. Während der Napoleonischen Kriegen konnte er sich mehrfach auszeichnen, unter anderem 1806 in der Schlacht bei Caldiero, als er selbstständig eine halbe Kompanie im heftigen Plänklergefecht kommandierte.
Zu Anfang des Jahres 1809 erhielt das Regiment den Befehl nach Galizien zu marschieren, wo es im 7. Armeecorps unter Erzherzog Ferdinand eingeheilt ward. Als das Regiment im April weiter ins Warschauische vorrückte, zeichnete sich Simunich bei Raschin/Raszin, am 19. April, ebenso durch Tapferkeit als auch zweckmäßige Hilfe in der Leitung des Regimentes derart aus, dass er noch auf dem Kampfplatz außer der Rangtour zum Oberleutnant befördert wurde. Auch in den folgenden Gefechten, bei Praga am 25. April, bei Grochow, beim Sturm auf den Brückenkopf bei Thorn am 15. Mai, dann bei Jedlinsko und Zarnowize tat er sich durch Umsicht und Tapferkeit hervor.
Im Feldzug des Jahres 1812 gegen Russland war sein Regiment einem Auxiliarkorps zugewiesen worden, in dem er am 12. August die Schlacht bei Podubnie bestritt. In der Schlacht um Dresden  am 26. August 1813 bewies er, als ein auf einen bestimmten Punkt dirigiertes Bataillon eine falsche Richtung genommen und mit einem Male von feindlicher überlegener Kavallerie bedroht war, große Geistesgegenwart dadurch, dass er sofort die Führung des Bataillons übernahm und sie trotz einer schweren Verwundung behielt, bis er dieses zur bestimmten Stelle gebracht hatte. Auf die Relation des Feldmarschall-Lieutenants Bianchi wurde der Offizier wegen Auszeichnung vor dem Feinde zum Kapitänleutnant im Infanterie-Regimente Nr. 49, damals Baron Kerpen, vom Hofkriegsrat aber sofort zum wirklichen Hauptmanne im damaligen serbischen Freicorps befördert. Er begab sich nun nach Temeswar zu seinem Corps und wurde nach Auflösung desselben Anfang September 1814 in gleicher Eigenschaft in das St. Georger Grenz-Regiment eingeteilt. Als dieses im Mai 1815 Marschordre nach Italien u. z. nach Neapel erhielt, blieb S. zur Führung und Verwaltung aller Kassen und Geschäfte des Regiments als überzähliger Hauptmann beim Regimentsstabe zurück, und benützte diese Zeit, sich mit der militärischen und gesetzlichen Grundorganisation der Militärgrenze gänzlich vertraut zu machen. Am 1. Jänner 1819 erfolgte seine Berufung als Militärreferent zum Generalkommando in Agram, welchen Posten er durch dreizehn Jahre ununterbrochen unter drei kommandierenden Generälen Baron Radivojevich, Graf Lilienberg und Baron Radochovich versah.
In der Zwischenzeit rückte er am 21. Jänner 1828 zum Major im 2. Banater Grenz-Regiment vor und kam in gleicher Eigenschaft Mitte Mai 1829 zum 5. Warasdiner Kreuzer-Grenz-Regiment. Am 24. Juli 1829 wurde er zusammen mit seinem Bruder Matthäus in den erbländisch-österreichischen Adelsstand mit „Edler von“ erhoben. Mit seiner Übersetzung zum Großfürst Constantin Infanterieregiment Nr. 18 am 21. November 1831 erfolgte auch seine Ernennung zum Oberstleutnant, wo er auch 17. April 1834 zum Oberst avancierte. Noch am 17. Juni des Jahres erfolgte seine Ernennung zum Kommandanten des Infanterieregiments Erzherzog Karl Ferdinand Nr. 51. Im Jahr 1833 wurde er vom Zaren Nikolaus I. mit dem kaiserlich russischen St.-Anna-Orden 2. Klasse ausgezeichnet.

### Als General

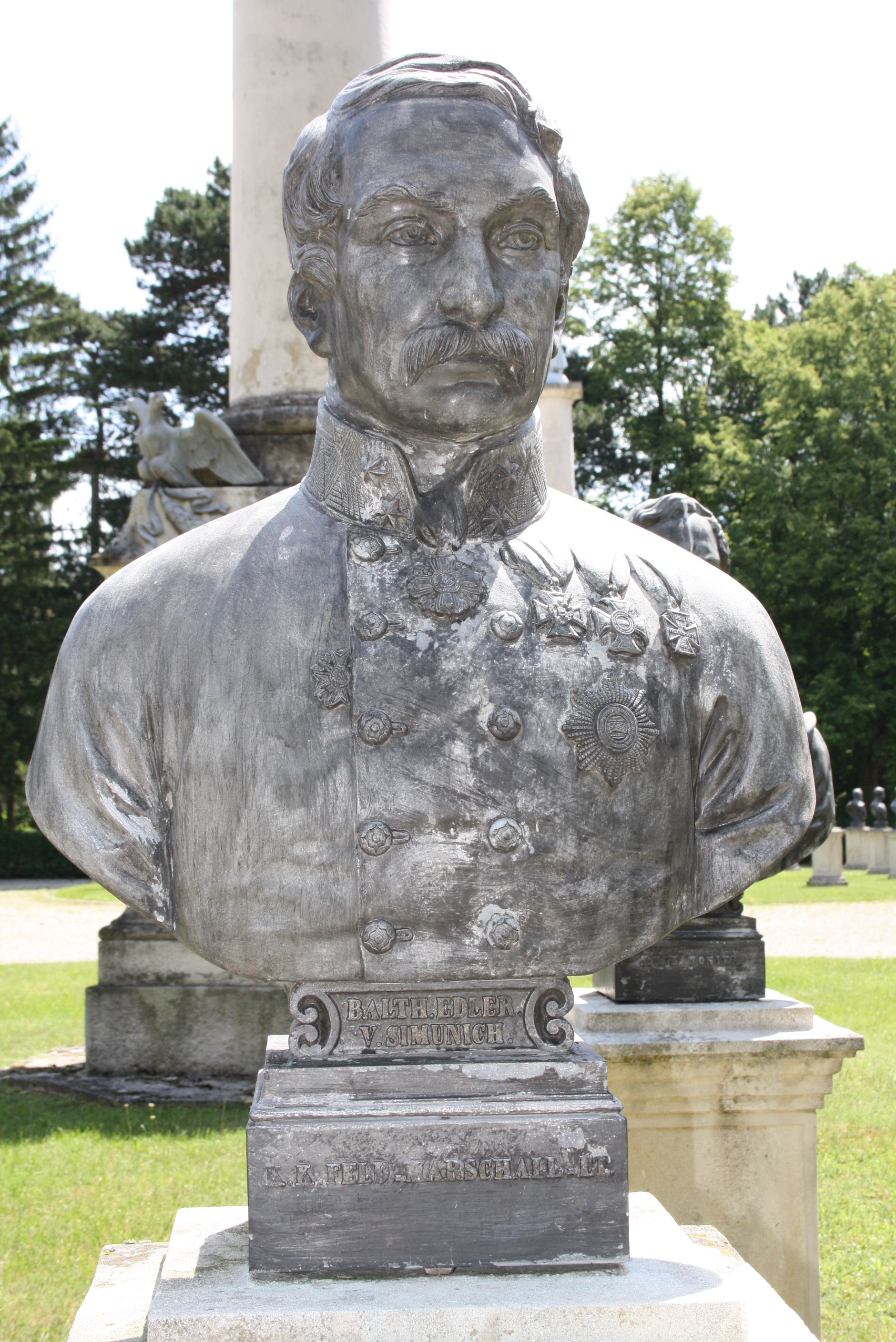
Büste des Generals Balthasar von Simunich, Gedenkstätte Heldenberg

Am 12. Oktober 1840 rückte Simunich zum Generalmajor vor. Er wurde als Brigadier in Agram eingeteilt, ab Mai 1844 als solcher in Wien und am 17. Mai 1844 durch Kaiser Ferdinand I. auch in den ungarischen Adelsstand erhoben, nachdem er bereits am 30. Mai 1842 zum Gerichtstafelbeisitzer im Agramer Komitat ernannt worden war. Im Jahr 1846 dekorierte ihn Zar Nikolaus I. auch mit dem kaiserlich russischen Sankt-Stanislaus-Orden 1. Klasse.
Nach seiner Beförderung zum Feldmarschallleutnant am 4. Februar 1848 betätigte er sich als Divisionär in Tarnau. Sein Armeekorps nahm vom 12. bis 17. Juni 1848 bei der Bezwingung des Prager Pfingstaufstandes im Straßenkampf und der Erstürmung der Barrikaden teil.  Danach beteiligte sich Simunich während des Ungarnaufstands, hier vor allem in den kriegerischen Auseinandersetzungen um Tyrnau. Am 14. Dezember 1848 griff Simunich die gegnerische Passstellung oberhalb Jablonitz an, nahm den Pass ein, verfolgte die Feinde sodann über Nadasd bis Seplitz um sie schließlich bis Tyrnau zurückzudrängen. Hier kam es m 16. des Monats zur Entscheidungsschlacht. Nachdem sich nämlich die aufständischen Ungarn aus Pressburg deutliche Verstärkung geholt hatten, verschanzten sie sich nahe der Stadt. Simunich griff die Feinde am 16. Dezember 1848 nachmittags um 16 Uhr an und besiegte sie binnen zwei Stunden vernichtend. Er erbeutete fünf Kanonen, zahlreiche Waffen, eine Fahne, 43 Pferde und machte 766 Gefangene. Für den unter seiner Führung erzielten erfolgreichen Ausgang der Schlacht bei Tyrnau wurde ihm in der 153. Promotion vom 29. Juni 1849 das Ritterkreuz des Militär-Maria-Theresien-Ordens verliehen.
Der General war sodann weiterhin als Korpskommandant an den Kämpfen in Ungarn beteiligt. Nach der Übergabe der kleinen Festung Leopoldstadt Anfang Februar 1849 erhielt er von Feldmarschall Alfred Fürst von Windisch-Graetz den Befehl, längs der Waag gegen Komorn vorzurücken, um eine engere Zernierung dieser Festung zu bewirken. In der Ersten Schlacht bei Komorn eröffneten die Ungarn am 26. April 1849 bereits um drei Uhr morgens starkes Geschützfeuer aus ihren Verschanzungen und hatten bei Tagesanbruch dadurch deutliche Terraingewinne errungen. Doch konnten die österreichischen Verbände den Angriff stoppen. Simunich’ Division nahm dabei die Weinberge auf dem Sandberg mit dem Bajonett. Im Mai 1849 wurde er als Divisionär nach Wien abkommandiert. Schließlich fungierte der Offizier ab Oktober 1849 als Festungskommandant in Komorn.  Hier sorgte er aus Gründen der Hygiene für die Trockenlegung der Festungsgräben und unterstützte die durch den Krieg verarmte Bevölkerung finanziell. Deshalb ernannte ihn der Magistrat der königlichen Freistadt anlässlich seines 50-jährigen Dienstjubiläums am 16. Dezember 1850 zum Ehrenbürger und brachte ihm einen wertvollen Säbel als Geschenk dar.
Infolge der Ordensstatuten erhob ihn Kaiser Franz Joseph I. mit Diplom vom 28. Jänner 1850 in den erbländisch-österreichischen Freiherrnstand. Der Freiherr trat am 7. März 1853 in. den Ruhestand.
Der General war nicht nur Ehrenbürger von Komorn, sondern auch der königlichen Freistadt Tyrnau. Ihm zu Ehren wurde eine Büste in der Gedenkstätte Heldenberg aufgestellt.

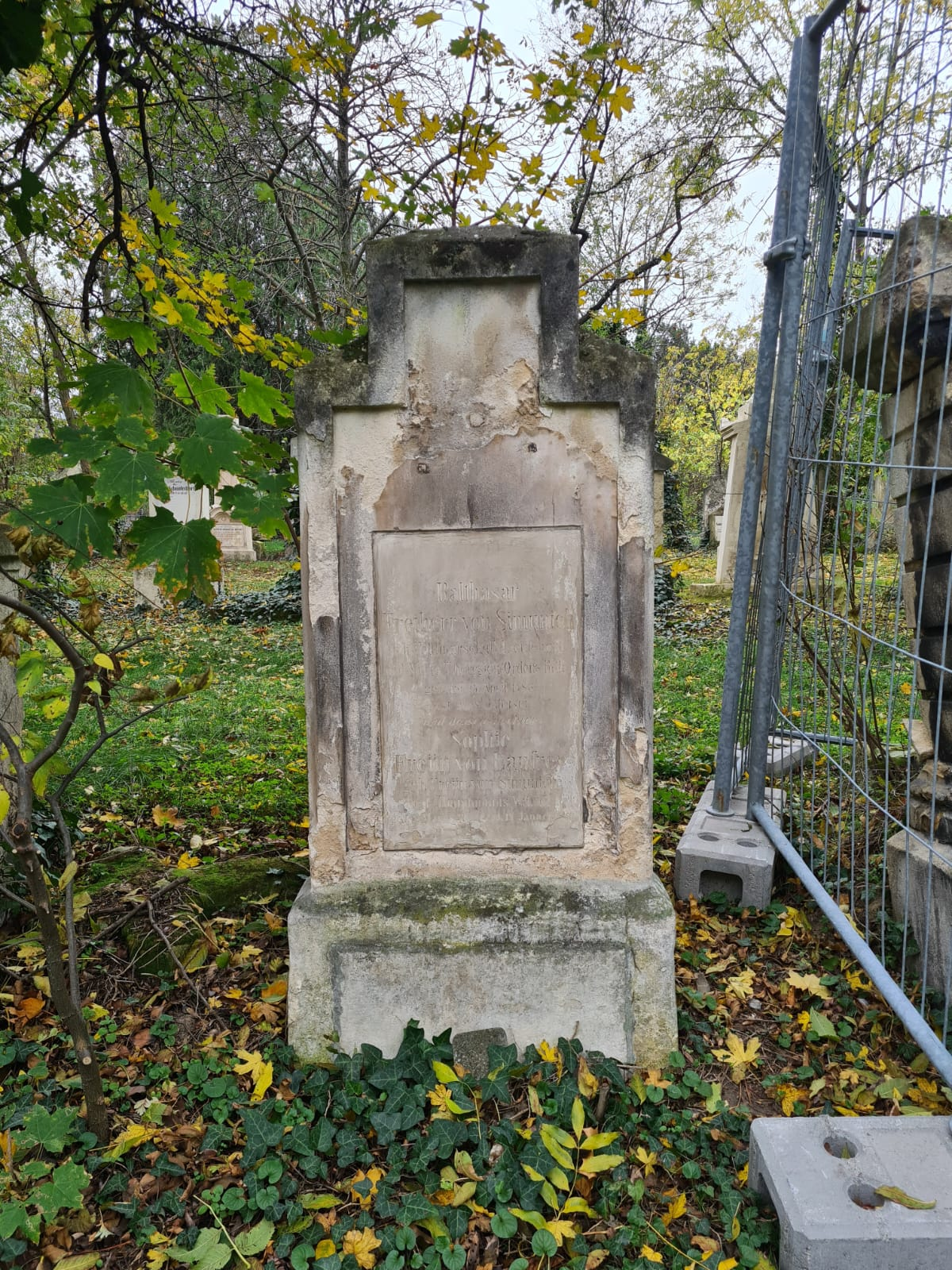
Grabmal Balthasar Freiherr von Simunich auf dem Sankt Marxer Friedhof in Wien

## Wappen

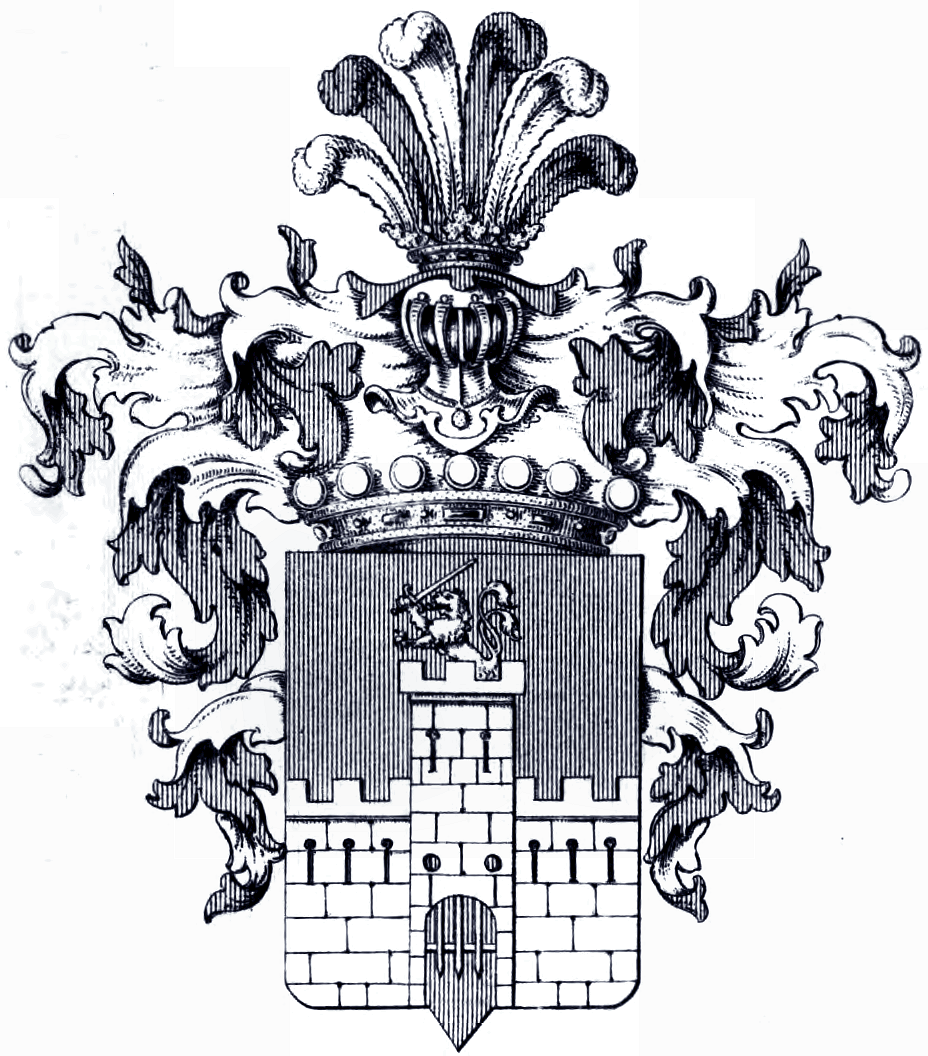
Wappen der Freiherrn von Simunich

1850: In Rot eine aus dem Fußende sich erhebende, den Schild durchziehende, aus natürlichen Quadersteinen erbaute gezinnte Mauer mit einem in der Mitte derselben emporragenden, unten etwas breiteren Turme, welcher mit drei Zinnen, drei verschlossenen Fenstern und einem offenen Tore und einem zur Hälfte aufgezogenen silbernen Fallgitter versehen ist. Über dem Tore des Turmes sind zu jeder Seite eine, dann in der Mauer zu beiden Seiten des Turmes drei Schussöffnungen angebracht. Auf den Zinnen des Turmes steht auf seinen hinteren Pranken ein silberner doppelt geschwänzter Löwe mit ausgeschlagener roter Zunge, welcher mit der rechten Vorderpranke ein blankes Schwert an goldenem Gefäße zum Streiche schwingt. Auf dem Hauptrande des Schildes ruht die freiherrliche Krone und auf demselben ein offener, goldgekrönter, in das Visier gestellter Turnierhelm. Aus der Krone des Helmes erschwingen sich fünf Straußfedern, die mittlere und die beiden äußeren rot und die beiden anderen silberfarben. Die Helmdecken sind zu beiden Seiten rot mit Silber belegt.

## Schriften
- Anleitung zur gründlichen und möglichst baldigen moralischen und dienstlichen Ausbildung des Rekruten, nach dem k. k. Dienstreglement. Wien 1847.
- Ueber die Kenntniss der drei Waffen und ihre Verwendung. Wien 1849.
- Memoir des k.k. Feldmarschall-Lieutenants Balthasar Freih. von Simunich. Verlag Ludwig Mayer, Wien 1861. Digitalisat